# Eupithecia phaeocausta
Eupithecia phaeocausta är en fjärilsart som beskrevs av Edward Meyrick 1899. Eupithecia phaeocausta ingår i släktet Eupithecia och familjen mätare. Inga underarter finns listade i Catalogue of Life.